# Newbiggin (North Yorkshire)
Newbiggin is een civil parish in het bestuurlijke gebied Richmondshire, in het Engelse graafschap North Yorkshire.